# Úhošť (Kadaň)
Úhošť (německy Burgberg) byla osada na vrcholové plošině čedičového vrchu Úhošť asi 2,5 kilometru jihozápadně od Kadaně. Katastrální území zaniklé osady má rozlohu 188,5 ha.

## Název
Název vesnice vznikl z osobního jména Ugost ve významu Uhostův hrad. Německá varianta Burgberg zase odkazuje na zdejší raně středověké hradiště. V historických pramenech se jméno vesnice vyskytuje ve tvarech: Purperk (1401), Purperk (1416), in Purpercze (1445), Purgperk (1543), Purbergk (1593), Burberg (1654) a Purberg nebo Burberg (1846).

## Historie
První písemná zmínka o vesnici pochází z roku 1401, kdy ji koupil kadaňský měšťan Haiman Ordof. Když zemřel, zdědila jeho majetek vdova Eliška, která se podruhé provdala za Jana Žehrovského z Kolovrat. Roku 1445 její dědictví tvořené Úhoštěm, Dolany a Úhošťany převzal Mikuláš Žehrovský z Kolovrat. Vzápětí o ně vypukl spor s Kadaní, která jej vyhrála, a majetek připadl příbuzným Haimana Ordofa. Komu v dalších letech vesnice patřila není jasné. Podle Jaroslava Schallera byla v blíže neurčené části druhé poloviny patnáctého století příslušenstvím hradu Egerberk. Úhošť se objevuje také v rozhodnutí o pobělohorské konfiskaci majetku Matyáše mladšího Štampacha ze Štampachu. Zabavený majetek koupil roku 1623 Kryštof Šimon Thun a připojil jej ke kláštereckému panství, u kterého Úhošť zůstal až do zrušení poddanství.
Podle berní ruly z roku 1654 v osadě žili tři sedláci a tři chalupníci (tj. 30–40 lidí). Hlavním zdrojem obživy bylo pěstování obilí a chov dobytka. Sedláci měli sedm potahů a chovali sedm krav, devět jalovic jednu ovci a pět koz. Chudším chalupníkům patřily dva potahy, šest krav, jedna jalovice a tři kozy.
Ve druhé polovině devatenáctého století se u vsi pěstoval především oves, ale také pšenice, žito, ječmen, vikev a brambory. Roku 1898 si 92. pěší pluk z Kadaně zřídil na úbočí Úhoště střelnici, která umožňovala dostřel až 450 metrů. Děti docházely do školy v Úhošťanech, příslušná pošta a četnická stanice byly v Kadani, ale lékaře měli obyvatelé vsi v Radnici. K velkému poklesu počtu obyvatel došlo po druhé světové válce v důsledku vysídlení Němců. Úhošť poté zanikl postupným vysídlením, a osada byla úředně zrušena roku 1963. V místech, kde stávala, se nacházejí zbytky zdí a základů zbořených domů.

## Obyvatelstvo
Při sčítání lidu v roce 1921 zde žilo 45 obyvatel (z toho 21 mužů). K německé národnosti patřilo 39 lidí a šest k československé. Kromě dvou byli římskými katolíky. Podle sčítání lidu z roku 1930 zde žilo 52 obyvatel. Všichni byli německé národnosti a hlásili se k římskokatolické církvi.
|           | 1869 | 1880 | 1890 | 1900 | 1910 | 1921 | 1930 | 1950 | 1961 | 1970 | 1980 | 1991 | 2001 | 2011 |
| --------- | ---- | ---- | ---- | ---- | ---- | ---- | ---- | ---- | ---- | ---- | ---- | ---- | ---- | ---- |
| Obyvatelé | 50   | 44   | 48   | 34   | 27   | 45   | 35   | 6    | .    | .    | .    | .    | .    | 2    |
| Domy      | 10   | 8    | 11   | 10   | 6    | 6    | 6    | 1    | .    | .    | .    | .    | .    | .    |

## Obecní správa
Roku 1850 se Úhošť stal obcí, ke které patřily osady Meziříčí a Dubčany. Při sčítání lidu v roce 1869 však Úhošť patřil jako osada k Úhošťanům. Při reformě územní správy v roce 1960 bylo katastrální území Úhoště převedeno z okresu Kadaň do okresu Chomutov, ale v té době už ve vsi nikdo nežil.
Osada Dubčany stávala na západním úpatí Úhoště. Po svém zániku zůstala na místě vesnice pouze hájovna, jejíž objekt patřil na konci dvacátého století školnímu statku Střední zemědělské školy v Kadani.

## Galerie

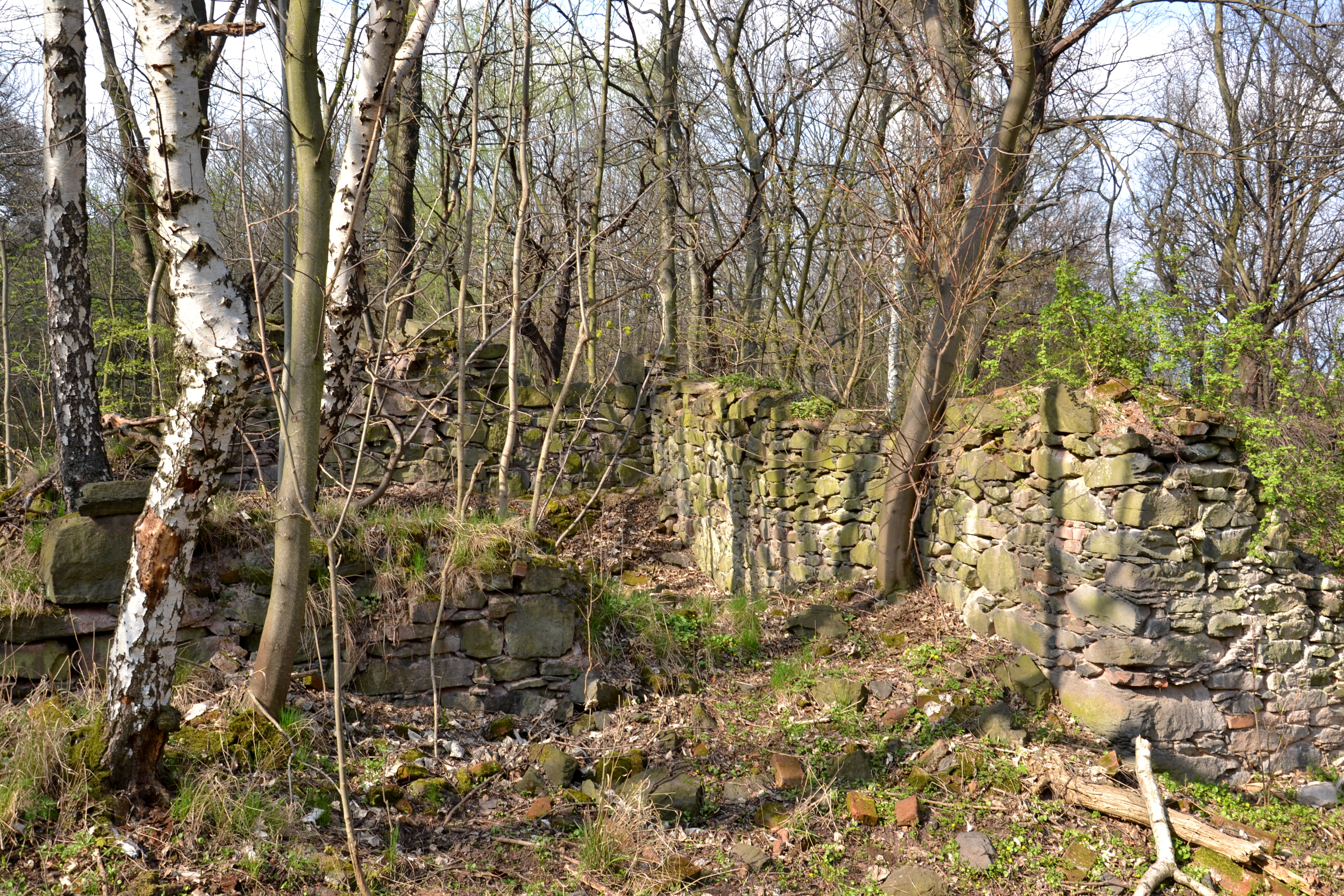
Pozůstatky domů
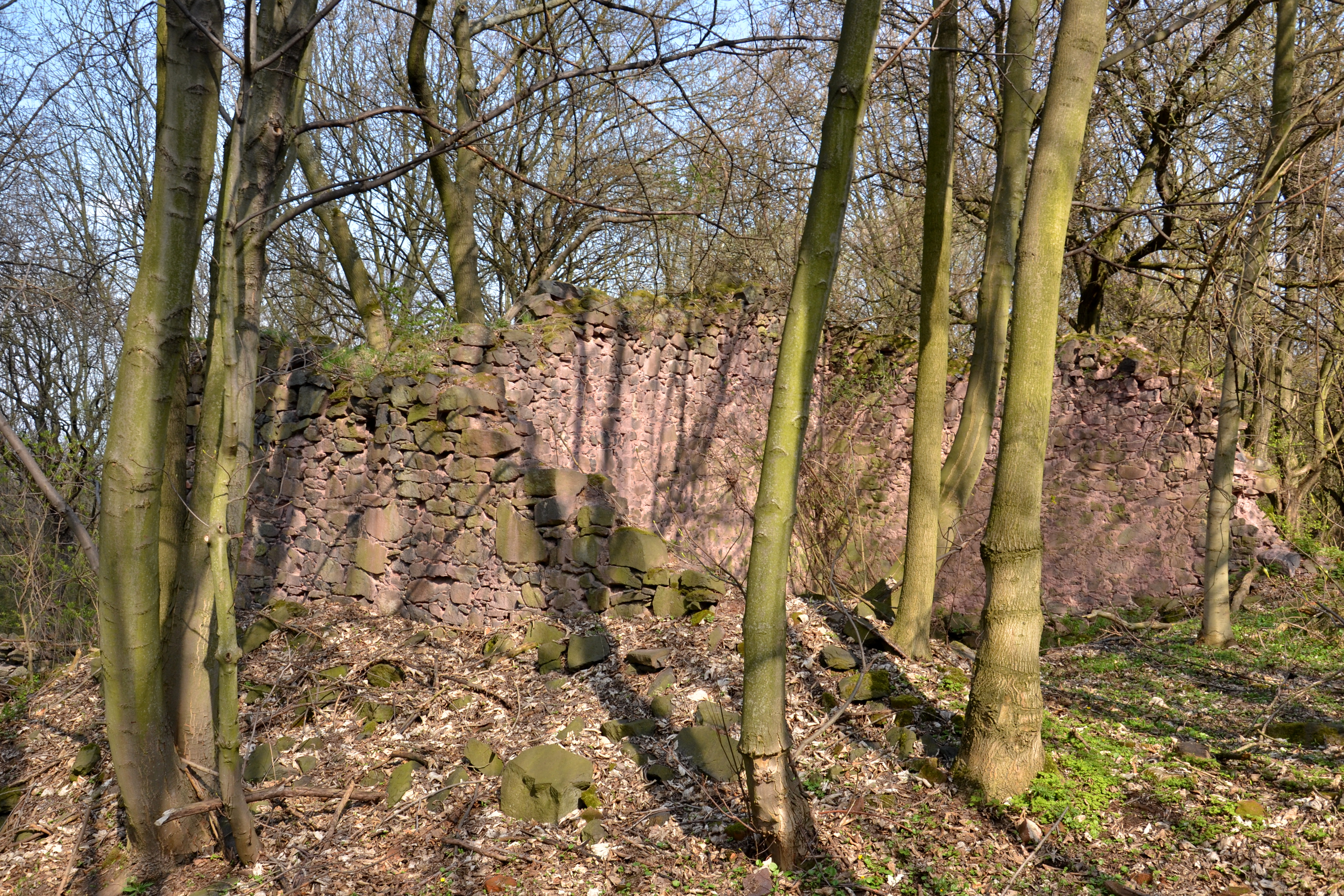
Pozůstatky domů
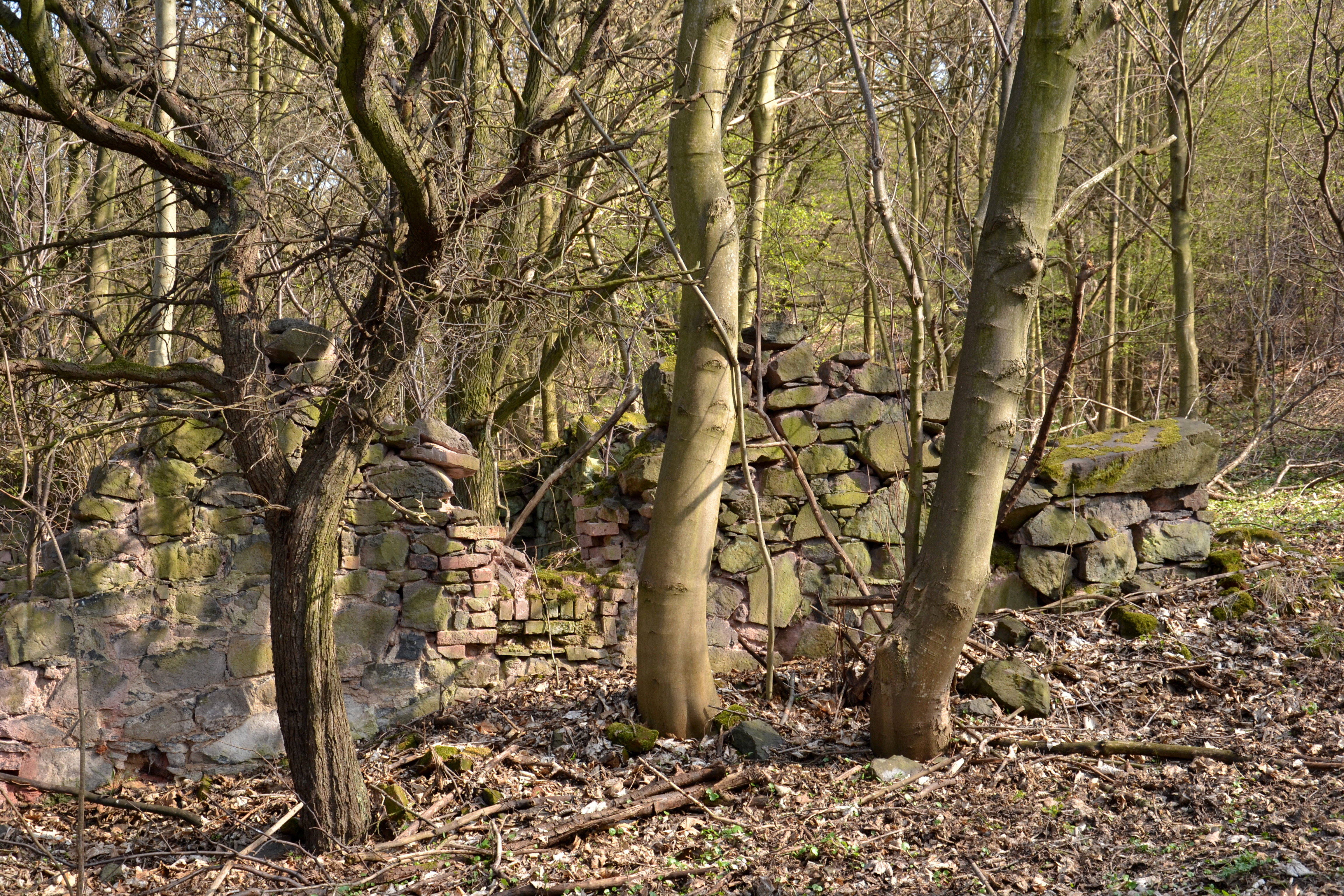
Pozůstatky domů
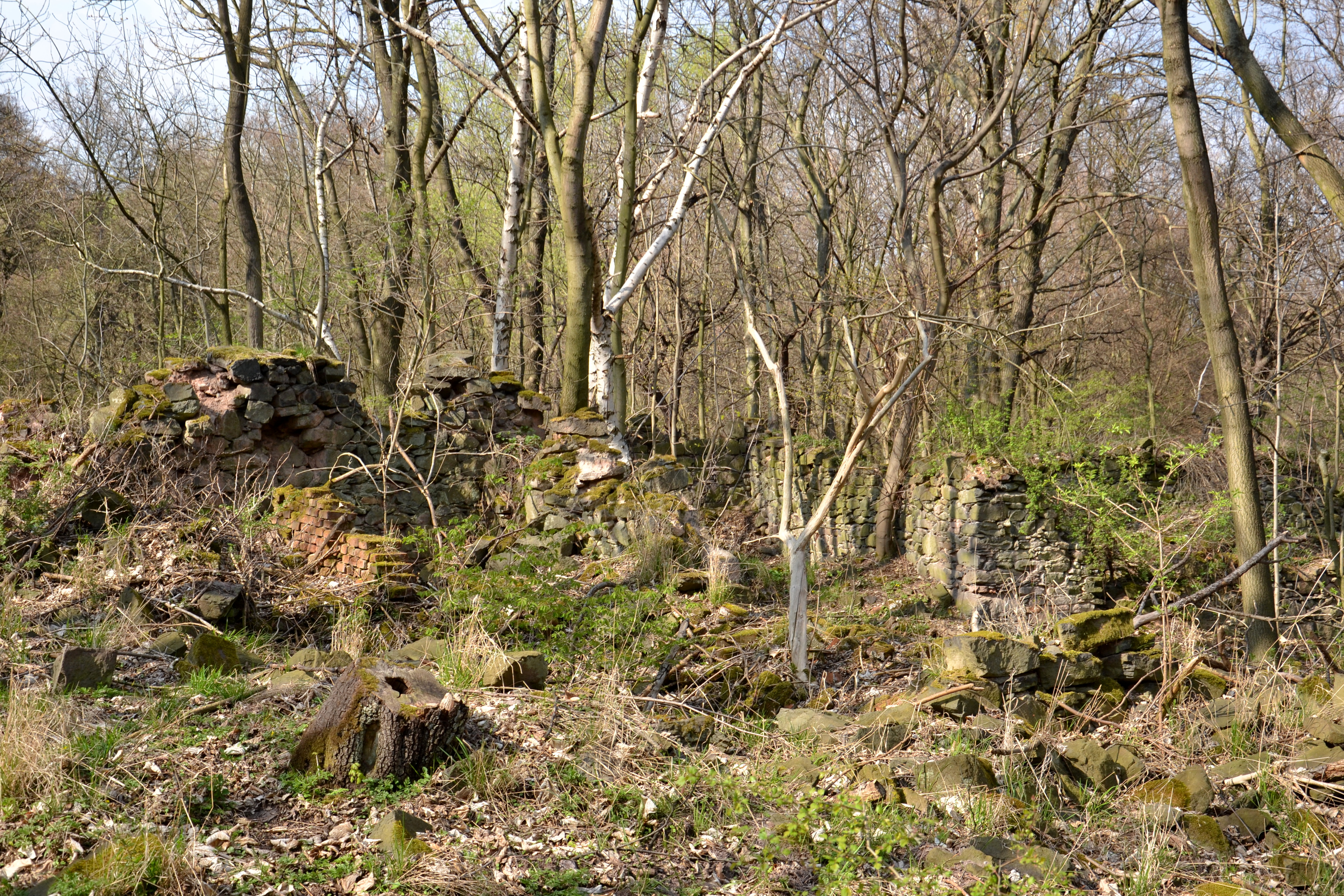
Pozůstatky domů